# اندلار
اندلار (به فرانسوی: Andelarre) یک کمون در فرانسه است که در Canton of Vesoul-Ouest واقع شده‌است.

## خصوصیات
اندلار ۴٫۵۷ کیلومترمربع مساحت و ۱۲۳ نفر جمعیت دارد.